# Humayd IV bin Rashid al-Nu'aymi
Ḥumayd IV bin Rāshid al-Nuʿaymī (in arabo شيخ حميد بن راشد النعيمي‎?; ʿAjmān, 1931), è emiro di ʿAjmān e membro del Consiglio supremo federale degli Emirati Arabi Uniti dal 6 settembre 1981. Sotto il suo regno, lo Stato ha visto rapidi cambiamenti che hanno portato una piccola città di pescatori, al momento dell'indipendenza, a un emirato moderno.

## Biografia
Ḥumayd, o Ḥamīd, ha ricevuto l'istruzione primaria a Dubai dal 1940 al 1950. In seguito ha proseguito gli studi al Cairo. 
Nei primi anni '70 è diventato attivo negli affari di Stato e quando ʿAjmān ha aderito alla federazione degli Emirati Arabi Uniti, gli è stato chiesto di agire come vice-sovrano del suo emirato.